# Edmundas Pupinis
Edmundas Pupinis (ur. 9 sierpnia 1964 w Vėlūnai w rejonie ignalińskim) – litewski polityk, nauczyciel i samorządowiec, poseł na Sejm Republiki Litewskiej.

## Życiorys
Po zakończeniu edukacji w szkole muzycznej w Rymszanach podjął studia na wydziale mechanicznym Litewskiej Akademii Rolniczej, które ukończył w 1987. Tytuł zawodowy magistra uzyskał w 1997.
W 1987 rozpoczął pracę w szkole rolniczej w Ucianie, której dyrektorem został w 1990. W 1997 został wybrany w skład rady rejonu uciańskiego. Został powołany na stanowisko mera tego rejonu, które zajmował do 2001. Mandat radnego lokalnego samorządu uzyskiwał także w 2000, 2002 i 2007. Po zakończeniu pełnienia funkcji wykonawczych był dyrektorem w spółkach prawa handlowego.
Od 1995 członek Związku Ojczyzny, objął kierownictwo lokalnych struktur tego ugrupowania. W wyborach w 2004 został wybrany do Sejmu. Cztery lata później odnowił mandat, pokonując w II turze Valentinasa Bubulisa w swoim okręgu wyborczym. W 2012 nie uzyskał reelekcji. W 2015 powrócił natomiast do samorządu rejonu uciańskiego. W wyborach w 2016 ponownie uzyskał mandat posła na Sejm.
W 2020 utrzymał mandat deputowanego na kolejną kadencję, pokonując w okręgu większościowym lidera socjaldemokratów Gintautasa Paluckasa. Po pierwszym przeliczeniu głosów z II tury obaj kandydaci uzyskali po 7075 głosów (Edmundas Pupinis wygrałby wybory jako kandydat z większą liczbą głosów w I turze). Po ponownym przeliczeniu głosów okazało się, że kandydat Związku Ojczyzny dostał 7076 głosów (o 5 więcej od konkurenta); potwierdziło to też kolejne przeliczenie głosów (z wynikiem 7078 do 7072). Nie utrzymał mandatu w 2024.

## Wyróżnienia
Wyróżniony tytułem honorowego obywatela Chełma (1998).